# Košeca
Košeca je obec na Slovensku v okrese Ilava.

## Poloha
Obec leží v Ilavské kotlině na levém břehu řeky Váh, na 211. kilometru jejího toku. Z jižní strany bezprostředně sousedí s okresním městem Ilava, ze severu s obcí Ladce, z východní strany s Košeckým Podhradím a ze západní strany je ohraničena řekou Váh. Obec leží na náplavové části Podhradského potoka, přičemž její tvar určovala řeka Váh. Zalesněné části obce tvoří Strážovské vrchy, které se nacházejí na východní části. Přes obec prochází silnice I/61 z Brna do Bytče, která se křižuje v obci se silnicí III/1912 do Zliechova. Mezi vážským kanálem a řekou Váh prochází dálnice D1. Západní částí obce vede i železniční trať č. 120 Bratislava - Žilina.

## Členění obce
Části obce 
Obec má historické lokality: Bálentka, Proudy, Horní a Dolní majer, Rudé, Rudé nad Zábřehy, Sedliště, Štěpnice a Kroužek. Kromě těchto lokalit má obec několik místních názvů. Jedním z nich je Nová Košeca, která se rozprostírá jihovýchodně od centra obce. Část Planina se nachází na výjezdu směrem na Považskú Bystrici. Průmyslová zóna na severozápadě obce se nazývá Plošina. Nachází se zde i mateřská škola a dům důchodců. Pod obec Košeca patří i místní část Nozdrovice, která leží asi jeden km severovýchodně od centra obce při hlavní silnici do Považské Bystrice.
Ulice obce
Hlavní, Školní, Zliechovská, Železniční, Nad břehem, Rudnianska, Tovární, Sportovců, Sadová, Při cihelně, Pod Hôrkou, Proudy, Pekařská, Balentová, Dolní Majer, V slatinách, Kroužek, Úzká, Želiarska, Bytovky, Horniacka, Mojtinárska, Za parkem, Na vyhni, Za Barborka.

## Dějiny
Košeca patří mezi nejstarší osady Trenčínského Pováží. Její území bylo obýváno již před naším letopočtem. Svědčí o tom žárové hroby, které se našly po obou stranách silnice vedoucí z Košec do Zliechova. Historie obce sahá až do římského období, kdy Římané Košecu spolu s Trenčínem a Lednicí založili. Název Košeca se odvozuje od římského slova Kassa (chatrč, chýše), kterým Římané označovali obec na území dnešní Košece. Historicky je obec spojena s hradem Košeca, který se dnes nachází nad obcí Košecké Podhradie. Poprvé se vzpomíná v roce 1272 pod názvem Kassa, v letech 1332 a 1337 se Kassa vzpomíná jako oppidum - městečko. V dokumentu krále Karla Roberta v r.. 1330 je uvedena pod názvem Kazcha. V listině Jana Jiskry z Brandýsa z roku 1443 nazývá Košeca - kosatec. V roce 1467 se městečko Košeca uvádí jako středisko plnící funkci řemeslnického, tržního a obchodního centra panství. Košecké panství mělo v minulosti právo meče. Popravní místo bylo společné s Ilavou a bylo na místě, které i dnes nese název Šibenice.
Nozdrovice jsou úzce spjaty se zemanskou rodinou Nozdrovických, jejíž první známý příslušník Peter se připomíná v roce 1250. Rodina Nozdrovických po rozprodání majetku vymřela posledním potomkem Mikulášem v druhé polovině 20. století. Šlechtický hřbitov v této části pochází ještě z dob rodiny Nozdrovických.
Bitva uherských vojsk s husity v roce 1431
V letech 1428–1433 došlo k několika vpádům husitských vojsk na území. Při prvních vpádech uherské vojsko nedokázalo husitským vojskům výrazněji čelit. V září 1431 se konala čtvrtá husitská výprava. Husité vpadli na Slovensko ve dvou proudech - přes střední Pováží pod vedením Petra Holého a ze Slezska přes Jablunkovský průsmyk. Husité se na středním Pováží vraceli ze své výpravy a chtěli přejít přes Trenčínský most na druhou stranu řeky Váh, aby se vrátili na Moravu. Tyto mosty však byly strženy a proto pokračovali proti proudu řeky. Uherské vojsko jim připravilo při Ilavě past. Bitva se odehrála na poli mezi Košecí a Ilavou 9. listopadu 1431. Během bitvy utrpěli husité citelné ztráty. Zbytky vojsk se pak stáhly Púchovskou dolinou zpět na Moravu. Ještě i dnes si z pokolení na pokolení vyprávějí Košečani o této bitvě s husity. Pole, ale dnes i obytná část v Košece, kde se odehrála krvavá bitva, nese pojmenování od českých husitů Rudé, případně i Rudé pole.

## Památky
Košeca byla spjata s hradem Košeca, který byl od 13. století centrem Košeckého panství. V roce 1671 za Leopolda I. dali hrad zbourat a novým centrem panství se stalo městečko Košeca. Panství s personálem sídlilo v kašteli. Z tohoto období se zachovalo několik památek.
V obci je římskokatolický kostel Panny Marie Nanebevzaté z roku 1830. Základní kámen byl položen již v roce 1799. Byl postaven v barokně-klasicistním slohu jako jednolodní stavba se segmentovým uzávěrem presbytáře.
Kaple sv. Anny v místním parku je z roku 1750. Dala ji postavit Judita Motešická.
Kapli sv. Barbory  nad obcí dal postavit v roce 1883 při stavbě železniční tratě Antonio Luketti (Ital, který pracoval na trati jako minér) a Ján Kútny.
Socha Jana Nepomuckého z roku 1872 stojí u Podhradského potoka. Dal ji postavit tehdejší farář Jan Budinský. Před kostelem je postaven kamenný barokní kříž z roku 1784. Další kamenný kříž je postaven na náměstí. Dal ho postavit v roce 1851 rychtář Ján Kútny. Stojí na místě, kde předtím stál pranýř, který v revolučním roce 1848 občané shodili a potopili do Váhu. Na vyvýšeném místě za obcí nazývaném Hôrky dal mlynář Ludvík Benda postavit velký kamenný kříž, který byl odhalen 1. května 1946.
Ve staré části obce se nachází historická zvonice, která zároveň sloužila jako pozdněrenesanční brána (asi r. 1600) do starého hřbitova. Zvonice (brána) je čtvercová jednopatrová budova s podklenutým podchodem. K budově přiléhají zbytky renesanční zdi. Na bráně se zachovaly svislé sluneční hodiny na kterých je nápis: "VICHOD UKAZUJEM ŽIVIM, ZÁPAD SEM DO NUTRA MRTVÝM". Původně na patře byla farní sýpka, ale i zvonice, do které byly přemístěny zvony ze starého kostela, který měl narušenou statiku. Starý hřbitov za pozdněrenesanční branou byl zrušen v roce 1786 krátce předtím, než se začal stavět nový kostel a hřbitov.
Nedaleko se nachází budova staré fary ze 17. století, která sloužila později i pro místní JZD. V obci byla v minulosti evangelická modlitebna se samostatnou dřevěnou zvonicí se třemi zvony. Po přestavbě v roce 1994 na Den reformace bylo svěcení nového kostela.
V Nozdrovicích, místní části Košece, se nachází malý šlechtický hřbitov. Před jeho založením se nozdrovičtí páni nechávali pohřbívat v kryptě košeckého kostela, později na vlastním hřbitově. Z hřbitova se dochovaly jen dva náhrobní kameny.

## Průmysl
Díky výrobě barev a nátěrů zde převládá chemický průmysl.

## Obyvatelstvo

### Národnostní složení
| \| Košeca (okr.IL) SODB 2001 \| Košeca (okr.IL) SODB 2001 \| Košeca (okr.IL) SODB 2001 \| Košeca (okr.IL) SODB 2001 \| Košeca (okr.IL) SODB 2001 \| \| ------------------------- \| ------------------------- \| ------------------------- \| ------------------------- \| ------------------------- \| \| \| \| \| \| \| \| Slováci \| Slováci \| \| 99,00 % \| 99,00 % \| \| Ostatní, nezjištění \| Ostatní, nezjištění \| \| 1,00 % \| 1,00 % \| |                     |  |         |         |
| Košeca (okr.IL) SODB 2001 |                     |  |         |         |
| |                     |  |         |         |
| Slováci | Slováci             |  | 99,00 % | 99,00 % |
| Ostatní, nezjištění | Ostatní, nezjištění |  | 1,00 %  | 1,00 %  |

### Náboženské složení
| \| Košeca (okr.IL) SODB 2001 \| Košeca (okr.IL) SODB 2001 \| Košeca (okr.IL) SODB 2001 \| Košeca (okr.IL) SODB 2001 \| Košeca (okr.IL) SODB 2001 \| \| ------------------------- \| ------------------------- \| ------------------------- \| ------------------------- \| ------------------------- \| \| \| \| \| \| \| \| Římskokatolická c. \| Římskokatolická c. \| \| 87,00 % \| 87,00 % \| \| Evangelická c.a.v \| Evangelická c.a.v \| \| 6,00 % \| 6,00 % \| \| Bez vyznání \| Bez vyznání \| \| 5,00 % \| 5,00 % \| \| Ostatní, nezjištění \| Ostatní, nezjištění \| \| 2,00 % \| 2,00 % \| |                     |  |         |         |
| Košeca (okr.IL) SODB 2001 |                     |  |         |         |
| |                     |  |         |         |
| Římskokatolická c. | Římskokatolická c.  |  | 87,00 % | 87,00 % |
| Evangelická c.a.v | Evangelická c.a.v   |  | 6,00 %  | 6,00 %  |
| Bez vyznání | Bez vyznání         |  | 5,00 %  | 5,00 %  |
| Ostatní, nezjištění | Ostatní, nezjištění |  | 2,00 %  | 2,00 %  |